# نهر الكبير الشمالي
إحداثيات: 

الكبير الشمالي  ينبع النهر من سفوح جبال محافظة اللاذقية في شمال غرب سورية، المطلة على البحر المتوسط.
يعد نهر الكبير الشمالي من أكبر الأنهار وأطولها في المنطقة الساحلية السورية، يبلغ طوله ضمن الأراضي السورية حوالي 60 كم ويصل تدفقه الأعظمي إلى 40م3/ في الثانية ينحدر مجراه بشكل سريع حتى منطقة بناء سد برادون، ثم يتحول النهر بعدها إلى سهلي.
يعتمد النهر في تغذيته بالماء على المصادر التالية:
- الهاطل المطري فـي منطقة حوض النهر  والذي يصل إلى  1000 ملم سنوياً.
- الروافد التي تغذي سرير النهر في المنطقة وهي: ساقية المرة، ساقية القبارصية.
- نهر القش، الينابيع السطحية وتحت السطحية، المياه الراشحة من خطوط الري الرئيسية والثانوية والسكانية.

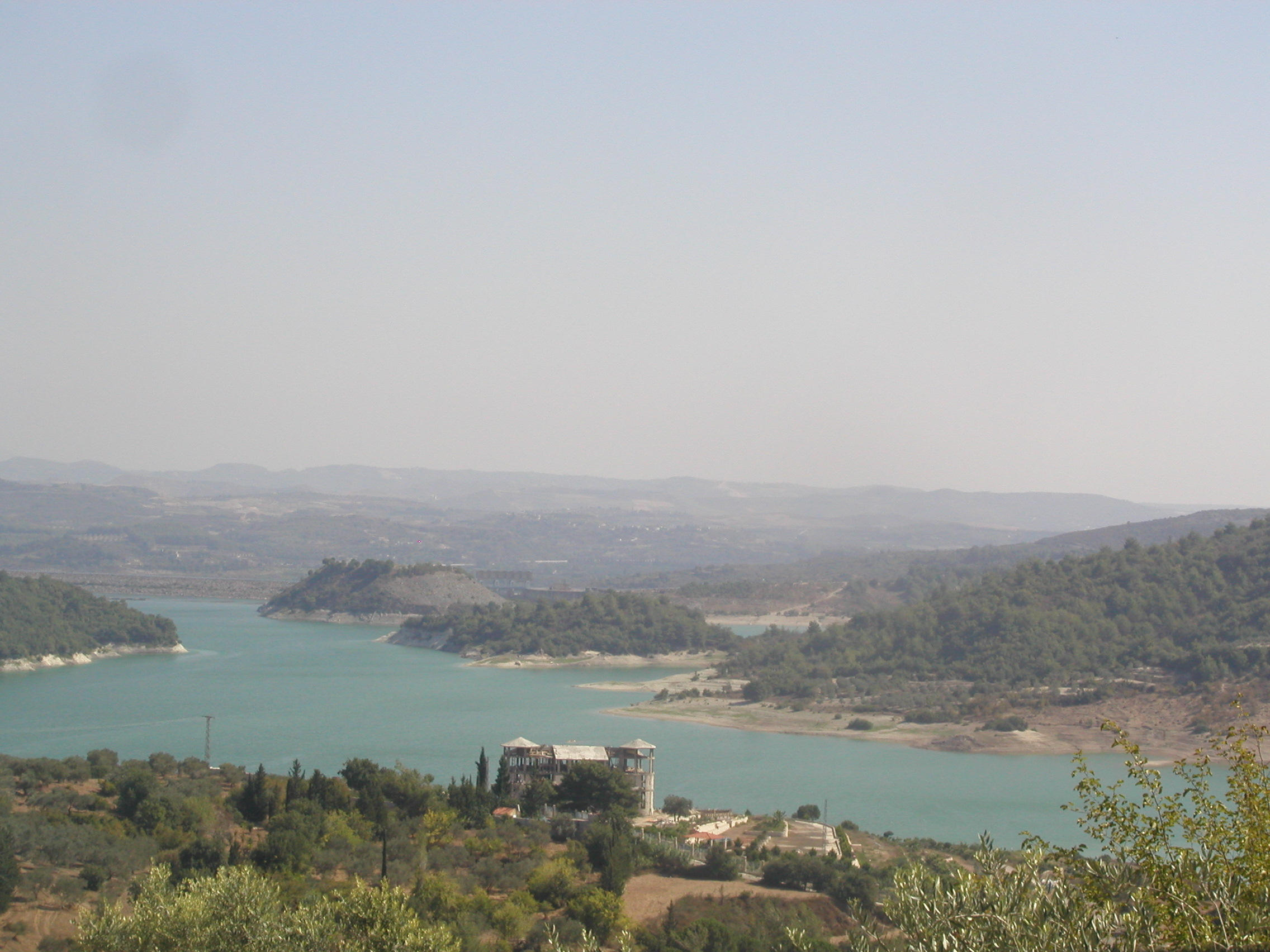
بحيرات الكبير الشمالي

## السدود المقامة على النهر
- سد برادون، يتوضع في أعلى مجرى نهر الكبير الشمالي على 64 كم من مصبه في البحر وعلى بعد 26 كم من بحيرة سد 16 تشرين.
- سد 16 تشرين ويقع على تخوم قرية قسمين.